# Скотт Тауншип (округ Вейн, Пенсільванія)
Скотт Тауншип (англ. Scott Township) — селище (англ. township) в США, в окрузі Вейн штату Пенсільванія. Населення — 483 особи (2020).

## Демографія
Згідно з переписом 2010 року, у селищі мешкали 593 особи в 236 домогосподарствах у складі 171 родини. Було 472 помешкання
Расовий склад населення:
| - 98,5 % — білих - 0,5 % — азіатів - 0,3 % — корінних американців - 0,2 % — чорних або афроамериканців |

До двох чи більше рас належало 0,5 %. Частка іспаномовних становила 1,0 % від усіх жителів.
За віковим діапазоном населення розподілялося таким чином: 20,9 % — особи молодші 18 років, 58,7 % — особи у віці 18—64 років, 20,4 % — особи у віці 65 років та старші. Медіана віку мешканця становила 46,3 року. На 100 осіб жіночої статі у селищі припадало 103,1 чоловіків;  на 100 жінок у віці від 18 років та старших — 103,9 чоловіків також старших 18 років.
Середній дохід на одне домашнє господарство  становив 60 928 доларів США (медіана — 46 458), а середній дохід на одну сім'ю — 67 840 доларів (медіана — 61 563). Медіана доходів становила 27 333 долари для чоловіків та 40 938 доларів для жінок. За межею бідності перебувало 11,3 % осіб, у тому числі 10,7 % дітей у віці до 18 років та 4,6 % осіб у віці 65 років та старших.
Цивільне працевлаштоване населення становило 245 осіб. Основні галузі зайнятості: будівництво — 20,4 %, освіта, охорона здоров'я та соціальна допомога — 20,0 %, виробництво — 10,6 %, мистецтво, розваги та відпочинок — 9,4 %.